# UFC 154
O UFC 154: St. Pierre vs. Condit foi um evento de artes marciais misturadas promovido pelo Ultimate Fighting Championship que aconteceu no dia 17 de novembro de 2012 no Bell Centre em Montreal, Quebec, Canadá.
O evento marcou a unificação dos Cinturões dos Pesos Meio Médios entre o canadense Georges St. Pierre (campeão) e o americano Carlos Condit (campeão interino). Após ficar 19 meses parado por causa de uma contusão, Georges St-Pierre venceu por decisão unânime e se tornou o campeão incontestável da categoria.

## Resumo
A luta entre Fábio Maldonado e Jörgen Kruth era esperada para acontecer no UFC on Fuel TV: Struve vs. Miocic, mas Kruth decidiu abandonar a carreira no MMA e Maldonado enfrentaria Cyrille Diabate neste evento. Porém, Maldonado pulou para o UFC 153 para substituir Quinton Jackson contra Glover Teixeira e Diabate enfrentará Chad Griggs.
Stephen Thompson ue enfrentaria Besam Yousef, foi forçado a se retirar devido a uma lesão no joelho, sendo subtituído po Matt Riddle. Yousef também se lesionou e seu substituto foi John Maguire.[carece de fontes?]
Na luta principal da noite, Georges St-Pierre venceu por decisão unânime e se tornou o campeão incontestável da categoria meio médios.

## Card
Nota 1 St. Pierre se tornou o campeão incontestável dos meio-médios.

Nota 2 Hendricks se tornou o desafiante n°1 ao Cinturão dos Meio-Médios.

## Bônus da noite
- Luta da Noite: Georges St-Pierre vs. Carlos Condit
- Nocaute da Noite: Johny Hendricks
- Finalização da Noite: Ivan Menjivar

## Ligações externa s
- Página oficial do UFC (em português)